# Mjukvaluta
Mjukvaluta (eng: soft currency) står i motsats till hårdvaluta och är en valuta som har liten efterfrågan därför att den endast delvis är konvertibel mot annan valuta. Den är instabil eftersom vederbörande lands ekonomi är vacklande och den devalveras ofta. I denna bemärkelse skall dock inte hårdvaluta anses vara motsatsen.
Typiska mjukvalutor är flera av de sydamerikanska, som kan devalveras flera gånger per år. Även valutor i länder med totalitära regimer kan oftast räknas till kategorin mjukvalutor.